# Me and Mr. Johnson
Me and Mr. Johnson é o décimo-quinto álbum de estúdio do cantor e compositor inglês Eric Clapton, lançado em 2004. O álbum consiste em regravações de canções originalmente gravadas pelo instrumentista de blues Robert Johnson. Clapton esperava gravar um álbum a partir de material inédito, porém a agenda de performances não abriu espaço para maiores sessões de gravação.
Produzido através do selo Reprise Records e contando com arte de capa de Sir Peter Blake, o álbum vendeu mais de 2 milhões de cópias em todo o mundo e alcançou facilmente as dez melhores posições em tabelas musicais de 15 países. Em 7 de dezembro do mesmo ano, Clapton lançou um álbum de compilação e vídeo sob o título Sessions for Robert J, o álbum possui participação do ex-beatle Ringo Starr.

## Antecedentes
No início de 2004, Clapton decidiu gravar um novo álbum de estúdio, voltando a colaborar com Simon Climie em diversas canções românticas e idealistas. Contudo, à época das gravações em estúdio, Clapton não possuía canções o suficiente para fechar um álbum inédito e sugeriu, ao invés disto, homenagear o compositor estadunidense Robert Johnson. Ao curso de duas semanas, Clapton e sua banda de estúdio (formada por Andy Fairweather Low, Billy Preston, Ringo Starr, Doyle Bramhall II e Nathan East) gravaram todo o material para o álbum. Clapton mostrou-se satisfeito com o resultado das gravações, assim como o empresário Tom Whalley. Posteriormente, Clapton remanejaria o material inédito incompleto para o álbum Back Home, lançado em 2005.
Em fevereiro de 2004, em entrevista sobre o álbum Clapton afirmou: "É algo marcante ter sido conduzido e influenciado durante toda a minha vida pelo trabalho de um único homem". "E apesar de eu aceitar isto como a marca fundamental das minhas fundações musicais, não posso negar isto como uma obsessão, porém, prefiro pensar que é um marco que eu tenho em mãos. Estou falando, obviamente, da obra de Roberto Johnson."

## Recepção crítica
O crítico Stephen Thomas Erlewine, da Allmusic, observou que Clapton soa "muito confortável e relaxado" na gravação em estúdio "como se estivesse se divertindo com a música". Erlewine considera o álbum "simplesmente a mais deleitosa gravação do artista" desde From the Cradle com uma possível exceção a Riding with the King. Em comparação a outros álbuns de Clapton voltados ao blues, o crítico observa que "em alguns aspectos, é um álbum de blues superior a estes outros já que não soa pesadamente sério como aquele som pesado da guitarra". Erlewine encerra sua crítica elogiando todo o conceito e produção do álbum: "Alguns podem se incomodar e outros podem achar o álbum superficialmente produzido - admitidamente, álbuns de blues nunca deveriam dar créditos ao Pro Tools como este faz; mas este é um tributo sincero que está entre os álbuns mais puramente agradáveis de Clapton".
Segundo a revista Rolling Stone, "Clapton toma rotas alternativas de volta à escola do blues neste novo álbum de tributo, porém o faz com mútuo deleito sentimental e honesto". Algumas das canções possuem "um ou dois refrões intensos para melhor demonstrar a levada criativa de Clapton em estúdio". David Fricke encerra sua crítica descrevendo que "Clapton preste um justo tributo a Johnson como compositor e síntese do domínio público".
A revista britânica Uncut elogiou todo o trabalho antecedente da banda e também por soarem "autênticos" às melodias de Johnson, deixando espaço suficiente a Clapton para tocar "sua devastadora guitarra" e cantar "como um homem que encarou mais do que alguns poucos demônios internos". A revista concedeu ao álbum avaliação de quatro estrelas.

## Lista de faixas
Todas as faixas escritas e compostas por Robert Johnson. 
| N.º            | Título                                   | Duração |  |
| 1.             | "When You Got a Good Friend"             | 3:20    |  |
| 2.             | "Little Queen of Spades"                 | 4:57    |  |
| 3.             | "They're Red Hot"                        | 3:25    |  |
| 4.             | "Me and the Devil Blues"                 | 2:56    |  |
| 5.             | "Traveling Riverside Blues"              | 4:31    |  |
| 6.             | "Last Fair Deal Gone Down"               | 2:35    |  |
| 7.             | "Stop Breakin' Down Blues"               | 2:30    |  |
| 8.             | "Milkcow's Calf Blues"                   | 3:18    |  |
| 9.             | "Kind Hearted Woman Blues"               | 4:06    |  |
| 10.            | "Come on in My Kitchen"                  | 3:35    |  |
| 11.            | "If I Had Possession Over Judgement Day" | 3:27    |  |
| 12.            | "Love in Vain"                           | 4:02    |  |
| 13.            | "32-20 Blues"                            | 2:58    |  |
| 14.            | "Hell Hound on My Trail"                 | 3:51    |  |
| Duração total: | Duração total:                           | 49:31   |  |

## Performance comercial

### América do Norte e Ásia
Ao ser oficialmente anunciado, especialistas da Billboard entenderam que Me and Mr. Johnson alcançaria facilmente a marca de 100 mil cópias vendidas em sua primeira semana no país. Ao ser lançado, o álbum superou as expectativas ao marcas 128 mil cópias na primeira semana, alcançando a sexta colocação na Billboard 200, disputando com outros álbuns de música pop. O álbum repetiu o feito na Top Internet Albums e liderou a Billboard Blues Albums por 11 semanas seguidas, permanecendo neste última tabela por mais de 90 semanas. Enquanto mantinha-se entre os 200 álbuns da tabela, Me and Mr. Johnson tornou-se o mais vendido em julho de 2004, sendo certificado em ouro pela Recording Industry Association of America (RIAA) pelas mais de 500 mil cópias vendidas. O álbum permaneceu um total de 18 semanas na Billboard 200, fechando o ano como o 137º álbum mais vendido de 2004 e o álbum de blues mais vendido dos Estados Unidos. No ano seguinte, o álbum decaiu para o 5º mais vendido do gênero na América do Norte. 
No Canadá, o álbum alcançou a 3ª posição na Canadian Albums Chart, também organizada pela Billboard, e posteriormente foi certificado em ouro pela Canadian Recording Industry Association (CRIA), após mais de 50 mil cópias vendidas. Contudo, o álbum vendeu facilmente mais de 60 mil cópias no país. No Japão, o álbum alcançou a 8ª posição na Oricon, com vendas de mais de 100 mil cópias.

### Outras regiões
Na África do Sul, o álbum despontou em 3º lugar. Me and Mr. Johnson foi um sucesso comercial também na América Latina, alcançando a nona colocação e permanecendo por 32 semanas seguidas na tabela principal da AMPROFON. Com menor repercussão no Brasil, o álbum alcançou a 49ª posição e permaneceu somente duas semanas na parada musical do país.

## Desempenho nas tabelas musicais
| Tabela musical (2004-06)          | Melhor posição |
| --------------------------------- | -------------- |
| Alemanha - Offizielle Top 100     | 8              |
| Austrália - ARIA Charts           | 23             |
| Áustria - Ö3 Austria              | 5              |
| Brasil - ABPD                     | 49             |
| Espanha - PROMUSICAE              | 7              |
| Estados Unidos - Billboard 200    | 6              |
| Estados Unidos - Top Blues Albums | 1              |
| Itália - FIMI                     | 9              |
| México - Top 100 Mexico           | 9              |
| Polónia - ZPAV                    | 21             |

| País (Provedor)       | Certificação | Vendagem |
| --------------------- | ------------ | -------- |
| Canadá (Music Canada) | Ouro         | 60,000+  |
| Japão (Oricon)        | Ouro         | 100,000+ |

## Créditos
- Eric Clapton – guitarra, slide guitar, vocais principais
- Andy Fairweather-Low – guitarra
- Doyle Bramhall II – guitar, slide guitar
- Jerry Portnoy – harmônica
- Billy Preston – órgão
- Chris Stainton – piano
- Nathan East – baixo
- Ringo Starr – bateria
- Pino Palladino – baixo (na faixa "Traveling Riverside Blues")
- Jim Keltner – bateria (na faixa "Traveling Riverside Blues")
- Alan Douglas - engenheiro de som
- Simon Climie – produção

## Sessions for Robert J
Sessions for Robert J é o décimo-sexto álbum de estúdio do cantor e compositor inglês Eric Clapton, lançado em 7 de dezembro de 2004 pela Reprise Records. O álbum acompanha o lançamento de Me and Mr. Johnson e contém diferentes regravações diferentes das apresentadas pelo artista no álbum anterior. Além do CD, Clapton lançou também um DVD contendo cenas das sessões de gravação ao lado de sua banda, bem como de suas turnês pelo Reino Unido e Estados Unidos culminando no Crossroads Guitar Festival.
Entre as canções não lançadas no álbum anterior, destacam-se "From Four 'Til Late", "Terraplane Blues", "Ramblin' on my Mind", "Sweet Home Chicago" e "Stones in My Passway". Várias das faixas são performadas em dueto por Clapton em sua guitarra acústica e Doyle Bramhall II em sua Dobro. Entre as sessões, Clapton discute a profunda influência de Johnson em sua vida e música. Em uma das sessões, Clapton performa no histórico prédio da Park Avenue, onde Johnson costumava gravar suas músicas em 1937.

### Antecedentes
Em sua autobiografia de 2007, Clapton narra que havia pedido a seu amigo Hiroshi Fujiwara para dirigir um vídeo de acompanhamento de algumas canções do álbum Me and Mr. Johnson, pretendendo lançá-lo tanto para televisão quanto pelo internet. Fujiwara concordou em desenvolver o projeto, mas também sugeriu que este contasse com colaboração de seu amigo Stephen Schible, produtor do filme Lost in Translation. Schible logo sugeriu que fosse realizado um documentário inteiro sobre a relação musical entre Clapton e Johnson.

### Desempenho nas tabelas musicais
Posições
| Tabela musical (2006)             | Melhor posição |
| --------------------------------- | -------------- |
| Áustria - Ö3 Austria              | 74             |
| Estados Unidos - Billboard 200    | 172            |
| Estados Unidos - Top Blues Albums | 1              |
| França - SNEP                     | 120            |